# Керролл (округ, Іллінойс)
Шаблон:StateAbbr_ 42°04′ пн. ш. 89°55′ зх. д. / 42.06° пн. ш. 89.92° зх. д.
Округ  Керролл (англ. Carroll County) — округ (графство) у штаті  Іллінойс, США. Ідентифікатор округу 17015.

## Історія
Округ утворений 1839 року.

## Демографія
За даними перепису 
2000 року 
загальне населення округу становило 16674 осіб, зокрема міського населення було 3501, а сільського — 13173.
Серед мешканців округу чоловіків було 8243, а жінок — 8431. В окрузі було 6794 домогосподарства, 4681 родин, які мешкали в 7945 будинках.
Середній розмір родини становив 2,93.
Віковий розподіл населення поданий у таблиці:
| Стать    | До 15 років | 15-21 | 22-29 | 30-39 | 40-49 | 50-65 | 65-85 | Понад 85 |
| -------- | ----------- | ----- | ----- | ----- | ----- | ----- | ----- | -------- |
| Чоловіки | 1680        | 761   | 690   | 1057  | 1229  | 1430  | 1259  | 137      |
| Жінки    | 1557        | 721   | 592   | 1058  | 1246  | 1442  | 1534  | 281      |

## Суміжні округи
- Стівенсон — північний схід
- Оґл — схід
- Вайтсайд — південь
- Клінтон, Айова — південний захід
- Джексон, Айова — захід
- Джо-Дейвісс — північний захід

## Виноски
1. ↑  U.S. Decennial Census. United States Census Bureau. Архів оригіналу за 26 квітня 2015. Процитовано 4 липня 2014.
2. ↑  Historical Census Browser. University of Virginia Library. Архів оригіналу за 11 серпня 2012. Процитовано 4 липня 2014.
3. ↑  Population of Counties by Decennial Census: 1900 to 1990. United States Census Bureau. Архів оригіналу за 24 квітня 2014. Процитовано 4 липня 2014.
4. ↑  Census 2000 PHC-T-4. Ranking Tables for Counties: 1990 and 2000 (PDF). United States Census Bureau. Архів (PDF) оригіналу за 18 грудня 2014. Процитовано 4 липня 2014.
5. ↑  State & County QuickFacts. United States Census Bureau. Архів оригіналу за 6 червня 2011. Процитовано 4 липня 2014.(англ.) Наведено за англійською вікіпедією.
6. ↑  American FactFinder. Бюро перепису населення США. Архів оригіналу за 29 липня 2011. Процитовано 31 січня 2008.

| США | Це незавершена стаття з географії США. Ви можете допомогти проєкту, виправивши або дописавши її. |